# Roc de les Quaranta Creus
El Roc de les Quaranta Creus és una muntanya de 1.356 metres d'altitud del límit dels termes de les comunes de Mosset, de la comarca del Conflent, a la Catalunya del Nord, i de Rabollet, a la Fenolleda, Occitània.
És a la zona nord-est del terme de Mosset, al nord d'aquest poble, i al sud-oest del de Rabollet. En el seu vessant nord-est, dins de la Fenolleda, en el terme de Rabollet, hi ha el Dolmen del Roc de les Quaranta Creus.
És en una de les zones més concorregudes pels excursionistes de la Catalunya del Nord.